# Lijst van nummer 1-hits in Australië in 2006
Deze hits stonden in 2006 op nummer 1 in de ARIA Charts, de bekendste hitlijst in Australië.
| Datum        | Artiest                                   | Titel                                                |
| ------------ | ----------------------------------------- | ---------------------------------------------------- |
| 1 januari    | Lee Harding                               | Wasabi / Eye of the tiger                            |
| 8 januari    | Lee Harding                               | Wasabi / Eye of the tiger                            |
| 15 januari   | Lee Harding                               | Wasabi / Eye of the tiger                            |
| 22 januari   | Lee Harding                               | Wasabi / Eye of the tiger                            |
| 29 januari   | Chris Brown & Juelz Santana               | Run it!                                              |
| 5 februari   | Eminem                                    | When I'm gone                                        |
| 12 februari  | Chris Brown & Juelz Santana               | Run it!                                              |
| 19 februari  | Chris Brown & Juelz Santana               | Run it!                                              |
| 26 februari  | Bob Sinclar, Goleo VI & Gary "Nesta" Pine | Love generation                                      |
| 5 maart      | Bob Sinclar, Goleo VI & Gary "Nesta" Pine | Love generation                                      |
| 12 maart     | TV Rock & Seany B                         | Flaunt it                                            |
| 19 maart     | TV Rock & Seany B                         | Flaunt it                                            |
| 26 maart     | TV Rock & Seany B                         | Flaunt it                                            |
| 2 april      | TV Rock & Seany B                         | Flaunt it                                            |
| 9 april      | Youth Group                               | Forever young                                        |
| 16 april     | TV Rock & Seany B                         | Flaunt it                                            |
| 23 april     | Youth Group                               | Forever young                                        |
| 30 april     | Rihanna                                   | SOS                                                  |
| 7 mei        | Rihanna                                   | SOS                                                  |
| 14 mei       | Rihanna                                   | SOS                                                  |
| 21 mei       | Rihanna                                   | SOS                                                  |
| 28 mei       | Rihanna                                   | SOS                                                  |
| 4 juni       | Rihanna                                   | SOS                                                  |
| 11 juni      | Rihanna                                   | SOS                                                  |
| 18 juni      | Rihanna                                   | SOS                                                  |
| 25 juni      | Shakira & Wyclef Jean                     | Hips don't lie                                       |
| 2 juli       | Shakira & Wyclef Jean                     | Hips don't lie                                       |
| 9 juli       | Shakira & Wyclef Jean                     | Hips don't lie                                       |
| 16 juli      | Shakira & Wyclef Jean                     | Hips don't lie                                       |
| 23 juli      | Shakira & Wyclef Jean                     | Hips don't lie                                       |
| 30 juli      | Shakira & Wyclef Jean                     | Hips don't lie                                       |
| 6 augustus   | Shakira & Wyclef Jean                     | Hips don't lie                                       |
| 13 augustus  | Shakira & Wyclef Jean                     | Hips don't lie                                       |
| 20 augustus  | Shakira & Wyclef Jean                     | Hips don't lie                                       |
| 27 augustus  | Justin Timberlake                         | SexyBack                                             |
| 3 september  | Justin Timberlake                         | SexyBack                                             |
| 10 september | Sandi Thom                                | I wish I was a punk rocker (With flowers in my hair) |
| 17 september | Sandi Thom                                | I wish I was a punk rocker (With flowers in my hair) |
| 24 september | Sandi Thom                                | I wish I was a punk rocker (With flowers in my hair) |
| 1 oktober    | Sandi Thom                                | I wish I was a punk rocker (With flowers in my hair) |
| 8 oktober    | Sandi Thom                                | I wish I was a punk rocker (With flowers in my hair) |
| 15 oktober   | Sandi Thom                                | I wish I was a punk rocker (With flowers in my hair) |
| 22 oktober   | Sandi Thom                                | I wish I was a punk rocker (With flowers in my hair) |
| 29 oktober   | Sandi Thom                                | I wish I was a punk rocker (With flowers in my hair) |
| 5 november   | Sandi Thom                                | I wish I was a punk rocker (With flowers in my hair) |
| 12 november  | Sandi Thom                                | I wish I was a punk rocker (With flowers in my hair) |
| 19 november  | U2 & Green Day                            | The saints are coming                                |
| 26 november  | Scissor Sisters                           | I don't feel like dancin'                            |
| 3 december   | Scissor Sisters                           | I don't feel like dancin'                            |
| 10 december  | Damien Leith                              | Night of my life                                     |
| 17 december  | Damien Leith                              | Night of my life                                     |
| 24 december  | Damien Leith                              | Night of my life                                     |
| 31 december  | Damien Leith                              | Night of my life                                     |